# Metso-programmet

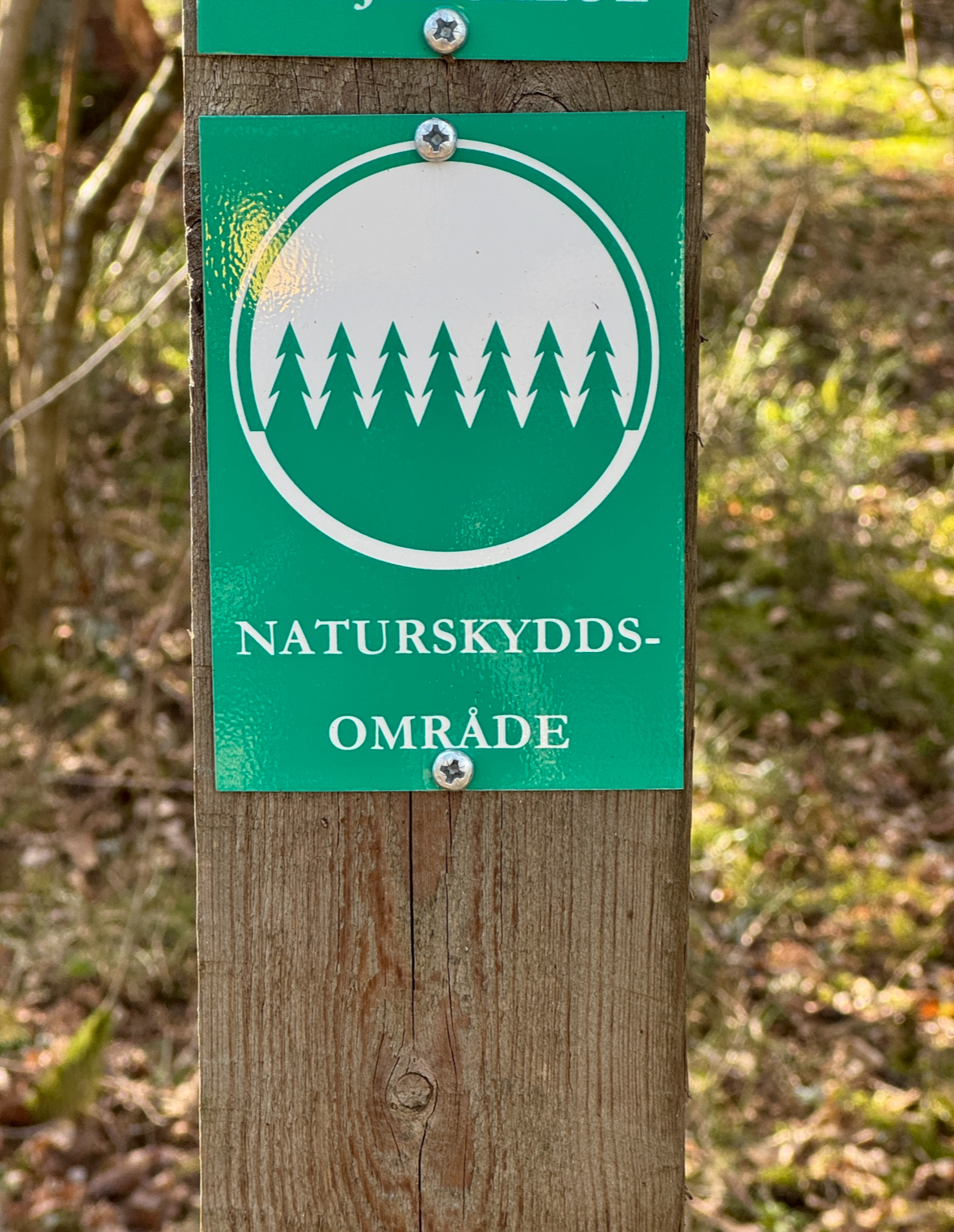
Skylten visar platsen där naturskyttsområdet börjar i Sjundeå.

METSO är ett finländskt naturskyddsprogram som riktar sig till privata skogsägare och som baserar sig på frivillighet. Via det kan skogsägarna skydda och vårda skogarnas naturvärden – och se till att den biologiska mångfalden bevaras. Målet är att skydda totalt 90 000 hektar skog fram till år 2025.
METSO är miljöministeriets och jord- och skogsbruksministeriets gemensamma projekt som grundar sig på statsrådets principbeslut. Principbeslutet, genom vilket handlingsplanen inleddes, fattades 2008, och ett nytt beslut fattades 2014. Genom handlingsplanen skyddas skogar med mångsidiga naturvärden och skogar som är särskilt värdefulla livsmiljöer för olika arter. Det finns uppskattningsvis tio olika typer av sådana skogliga livsmiljöer. 

## Handlingsplanen
Handlingsplanen för den biologiska mångfalden 2014–2025 eller METSO kombinerar skyddet av skogar med skyddet av den skogsekonomiska användningen. Målet med programmet är att stoppa tillbakagången hos naturtyperna med skog och skogsarter och stabilisera en gynnsam utveckling av den biologiska mångfalden i skogarna. Handlingsplanen genomförs genom ekologiskt effektiva och frivilliga åtgärder. Statsrådet godkände programmet i juni 2014. Programmet fortsätter till utgången av 2025.
Enligt METSO går skyddet av skogar ut på markägarnas frivilliga insatser och planen genomförs såväl genom kontinuerliga som tidsbegränsade metoder. Med hjälp av dessa frivilliga insatser tryggas livsmiljöer där trädbeståndet har representativa strukturella drag och skogsnaturens artrikedom är stor.
När skogsägaren vill bedöma den biologiska mångfalden i skogen kan han vända sig till Finlands skogscentral, den lokala NTM-centralen eller de professionella skogsrådgivarna (skogsvårdsföreningar, skogsindustrin, företagare inom skogstjänster) för att få råd. De regionala skogs- och miljömyndigheterna beslutar om objektet lämpar sig för programmet.